# Arvid Fredrik Kurck

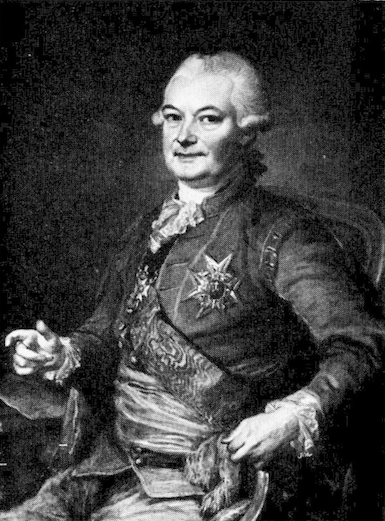
Greve Arvid Fredrik Kurck

Arvid Fredrik Kurck, född 27 maj 1735 i Malmö, död 6 april 1810 på sin egendom Jordberga i Skåne, var en svensk greve, kammarråd och en av rikets herrar.

## Bakgrund
Arvid Fredrik Kurck var son till kapten Axel Gustaf Kurck och Margareta Tott. Kurck blev student vid Uppsala universitet 1748 och fick en tjänst som hovjunkare samma år. Han inskrevs 1751 som auskultant i Göta hovrätt, där han 1753 blev notarie, 1758 vice fiskal och 1762 assessor. Vid riksdagen i Norrköping 1769 väckte Kurck stor uppmärksamhet för det klara och skickligt uppsatta memorial, vari han tog mössrådet i försvar och som väl närmast torde föranlett, att han, när vinden åter vänt sig till mössornas förmån, 1772 blev uppförd på riksrådsförslag. Under tiden hade han 1771 nått generalauditörs värdighet, och 1775 utnämndes han till revisionssekreterare. År 1775 blev han Vasa hovrätts förste president och verkade med stor berömmelse till 1781, då han transporterades till president i Göta hovrätt. År 1776 hade han blivit utnämnd till riddare och senare samma år till kommendör av Nordstjärneorden. Han utnämndes av Gustav III till en av kronprins Gustav Adolfs faddrar vid dennes dop 1778, då han även mottog Gustav III:s faddertecken. År 1787 blev han riddare av Serafimerorden.
År 1792 inkallades han som ledamot i Högsta domstolen, utnämndes samma år till president i Kammarkollegium, blev 1793 en av rikets herrar och fick 1797 grevlig värdighet. Eftersom han inte hade någon son tog han inte introduktion på riddarhuset i denna egenskap. År 1801 tog han avsked ur statstjänsten. Även under det gustavianska enväldets dagar var Kurck en för moderation och självständighet samt medborgerligt sinne högt skattad riksdagsman; särskilt som ledamot av 1789 års bankoutskott arbetade han energiskt för att ena landets splittring.
Arvid Fredrik Kurck var från 1755 gift med stiftsjungfrun, friherrinnan Hedvig Ulrika von Nolcken, och fick med henne tre barn varav en dotter, Margareta, uppnådde vuxen ålder. Han och friherrinnan von Nolcken blev "skilda åt i säng och säte".